# アレクセイ・ミハイリチェンコ
アレクセイ・ミハイリチェンコ（ウクライナ語: Олексій Михайличенко, Alexei (Oleksiy) Mihailichenko, 1963年3月30日 - ）は旧ソビエト連邦出身の元同国代表サッカー選手、サッカー指導者。ポジションはMF。中盤のダイナモ、圧倒的な運動量でチームを牽引した。

## 略歴
ディナモ・キエフの下部組織でサッカーを学び、同クラブの一員として1986年にUEFAカップウィナーズカップ優勝、 ソ連代表の一員として1988年の欧州選手権準優勝、1988年ソウルオリンピック優勝などに貢献した。しかし、1990年のワールドカップ・イタリア大会は大会直前に骨折し出場機会を逃した。その後、移籍した海外のクラブでは常にリーグ優勝を果たしたが、代表レベルでは1991年のソビエト連邦の崩壊により国家形態が目まぐるしく変わっていった事もあり、ワールドカップ出場を果たす事は出来なかった。
現役引退後は指導者の道へ進み、ヴァレリー・ロバノフスキーの後を継ぎディナモ・キエフ監督を務めた後、ウクライナU-21代表、ウクライナA代表も指揮した。

## 経歴

### 選手歴
- 1981-1990  FCディナモ・キーウ 137試合39得点
- 1990-1991  UCサンプドリア 24試合3得点
- 1991-1996  レンジャーズFC 110試合20得点

### 代表歴
- 1987-1991  ソビエト連邦代表 36試合9得点
- 1992  独立国家共同体 (CIS) 代表 5試合0得点
- 1993-1994  ウクライナ代表 2試合0得点

### 指導歴
- 2002-2004  FCディナモ・キエフ
- 2004-2008  ウクライナU-21代表
- 2008-2009  ウクライナ代表

## タイトル

### 代表
- オリンピック：1回 (1988)

### クラブ
- ソビエト連邦リーグ：4回 (1981, 1985, 1986, 1990)
- ソビエト連邦カップ：4回 (1982, 1985, 1987, 1990)
- セリエA：1回 (1990-91)
- スコティッシュ・プレミアリーグ：5回 (1991-92, 1992-93, 1993-94, 1994-95, 1995-96)
- スコティッシュ・カップ：3回 (1991-92, 1992-93, 1993-94)

### 指導者
- ウクライナ・プレミアリーグ：2回 (2003, 2004)
- ウクライナ・カップ：1回 (2003)
- ウクライナ・スーパーカップ：1回 (2004)

### 個人
- ソ連年間最優秀選手：1回 (1988)
- ウクライナ年間最優秀選手：2回 (1987, 1988)